# 玉置浩二ベスト・ソングス・フォー・ユー
『玉置浩二ベスト・ソングス・フォー・ユー』（たまきこうじベスト・ソングス・フォー・ユー）は、日本のシンガーソングライターである玉置浩二の企画ミニ・ベスト・アルバム。
1995年8月25日にキティレコードからCDにてリリースされた。玉置がキティレコードにおいてリリースしたシングル全6曲の中から、4曲の通常音源とオフヴォーカル・バージョンを収録した企画盤。3枚目のシングル「氷点」（1989年）および5枚目のシングル「行かないで」（1989年）は本作には未収録となっている。本作と同日に安全地帯のベスト・アルバム『安全地帯 テーマソングス』（1995年）がリリースされている。

## 収録曲
| #         | タイトル                             | 作詞             | 作曲             | 編曲                                   | 時間  |
| --------- | ------------------------------------ | ---------------- | ---------------- | -------------------------------------- | ----- |
| 1.        | 「I'm Dandy」                        | 松井“お月様”五郎 | 玉置“流れ星”浩二 |                                        | 3:21  |
| 2.        | 「All I Do」                         | 松井五郎         | 玉置浩二         | クリス・キャメロン                     | 3:12  |
| 3.        | 「キ・ツ・イ」                       | 松井“お月様”五郎 | 玉置“流れ星”浩二 |                                        | 3:58  |
| 4.        | 「コール」                           | 須藤晃           | 玉置浩二         | 玉置浩二／ストリングス・アレンジ: 星勝 | 5:38  |
| 5.        | 「I'm Dandy」(オリジナル・カラオケ)  |                  | 玉置浩二         |                                        | 3:21  |
| 6.        | 「All I Do」(オリジナル・カラオケ)   |                  | 玉置浩二         | クリス・キャメロン                     | 3:12  |
| 7.        | 「キ・ツ・イ」(オリジナル・カラオケ) |                  | 玉置浩二         |                                        | 3:58  |
| 8.        | 「コール」(オリジナル・カラオケ)     |                  | 玉置浩二         | 玉置浩二／ストリングス・アレンジ: 星勝 | 5:38  |
| 合計時間: | 合計時間:                            | 合計時間:        | 合計時間:        | 合計時間:                              | 32:18 |

## リリース日一覧
| No. | リリース日    | レーベル       | 規格 | カタログ番号 | 備考 | 出典        |
| --- | ------------- | -------------- | ---- | ------------ | ---- | ----------- |
| 1   | 1995年8月25日 | キティレコード | CD   | KTCR-1581    |      | [ 2 ] [ 3 ] |